# Sandwich (glass)

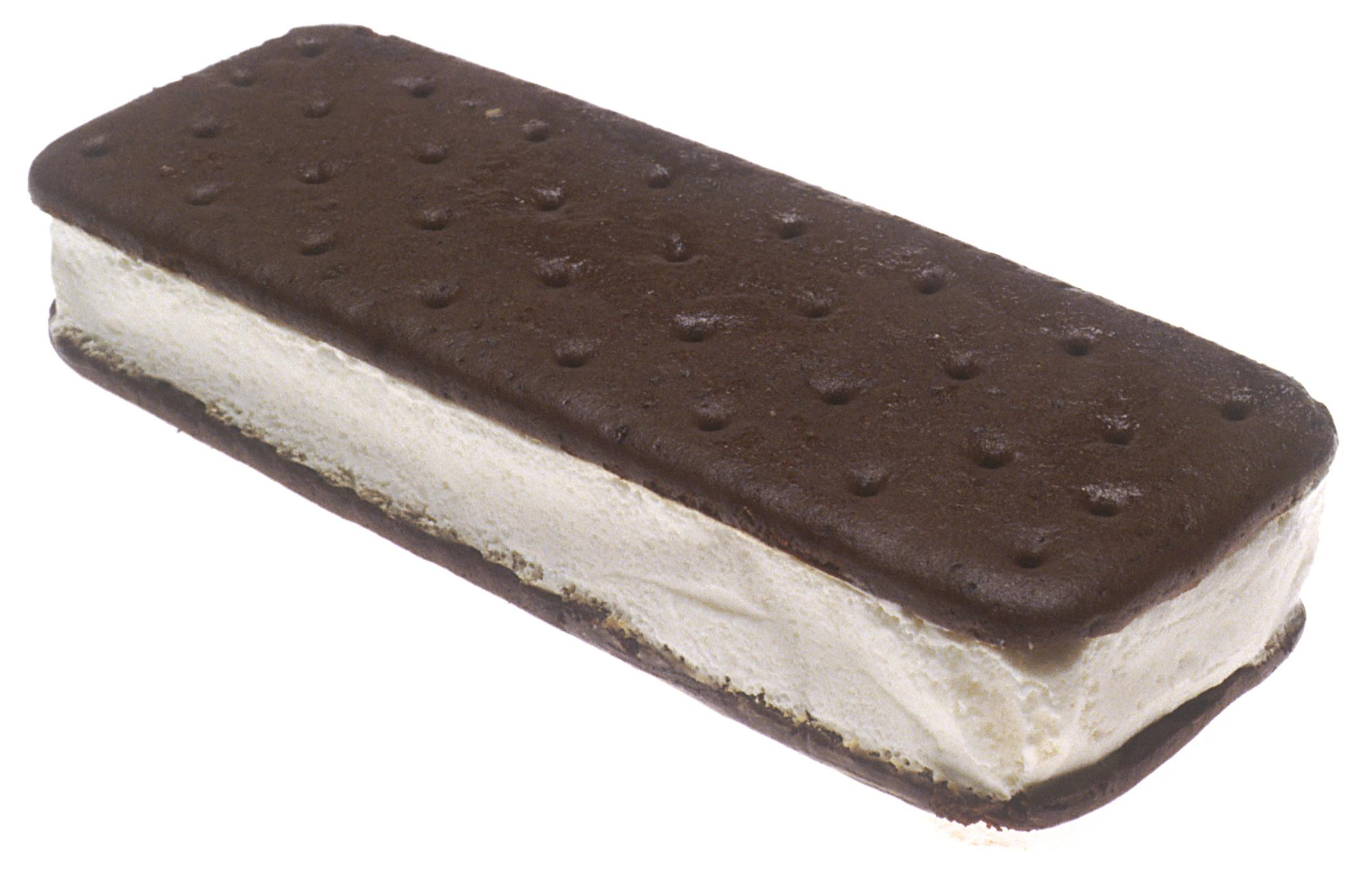
Glassandwich

Sandwich, glassandwich, glassmacka eller sandwichglass kallas en form av glass som består av glass mellan två halvmjuka kex, ofta chokladkex. Namnet kommer av likheten med den typ av smörgås som går under namnet sandwich.
Ett välkänt exempel är GB:s variant GB Sandwich (eller som den numera heter, Sandwich), men även andra glassmärken tillverkar glassar av detta slag.